# 셀틱 FC
셀틱 FC(Celtic Football Club)는 스코틀랜드 글래스고에 기반한진 프로 축구 구단이다. 1887년에 창단한 축구 구단으로 세계에서 가장 오래된 축구 구단 중 하나이다.

## 개요
스코틀랜드 프로축구 1부리그를 총 54회, 스코티시컵 41회, 스코티시 리그컵 21회를 우승한 명문 클럽이다.
같은 글래스고에 위치한 레인저스 FC와는 숙명의 라이벌 관계이다. 홈 구장은 셀틱 파크이며 총 수용인원 60,411명의 전좌석제 스타디움이다.

## 역사
아일랜드 대기근으로 글래스고에 이주한 아일랜드 사람들은 궁핍하게 살고 있었는데, 수사 월프리드(Walfrid)가 하이버니언의 사례를 보고 가난한 이주민들의 정체성을 되찾고 빈민 구제에 필요한 돈을 모으기 위하여 창단하게 되었다.
셀틱(Celtic)이라는 이름은 클럽의 기반이 스코틀랜드와 아일랜드에 기반한다는 사실에 창안하여 월프리드가 지은 것이다.
정치적인 이유와 종교적인 이유가 맞물려 두 팀간의 더비 경기는 올드 펌 더비(The Old Firm Derby)로 불리며, 많은 논란과 쟁점을 불러일으킨다. 현재에도 아일랜드인의 대부분은 셀틱 팬이라 할 정도로 열광적인 지지를 얻고 있으며, 종교적인 이유로도 가톨릭 국가인 아일랜드, 프랑스, 포르투갈, 스페인, 이탈리아 등에서 전유럽적인 인기를 얻고 있다. 응원가는 아일랜드 현대 포크송인 필즈 어브 아덴라이(The Fields of Athenry)이다.
1967년에 포르투갈 리스본에서 FC 인테르나치오날레 밀라노를 상대로 2-1로 승리하여 유러피언 컵을 차지했는데, 이것은 북유럽 클럽이 처음으로 유러피언 컵을 차지한 기록이며 유럽 최초의 트레블을 기록한 것이기도 하다. 이 때의 셀틱을 가리켜 리스본의 사자란 별명을 붙였다.
리그 최초로 리그 9연승 기록을 가지고 있으며 총 48번 리그 우승을 차지했다.
또한 셀틱은 2017년 11월 4일(한국시각) 글래스고의 셀틱파크에서 가진 세인트존스턴과의 2017~2018시즌 스코틀랜드 프리미어리그(SPL) 13라운드에서 4대0으로 대승했다. 이날 승리로 셀틱은 SPL 및 컵대회 등 시즌 63경기 연속 무패를 기록, 윌리 마리 감독이 이끌던 지난 1915년부터 1917년까지 기록된 최다 무패(62경기) 기록을 넘어서게 됐다.

## 역대 성적
- 스코티시 풋볼 리그(1998년 이전), 스코티시 프리미어리그(2016-2017시즌까지), 스코티시 프리미어십 우승 55회
  - 우승: 1893, 1894, 1896, 1898, 1905, 1906, 1907, 1908, 1909, 1910, 1914, 1915, 1916, 1917, 1919, 1922, 1926, 1936, 1938, 1954, 1966, 1967, 1968, 1969, 1970, 1971, 1972, 1973, 1974, 1977, 1979, 1981, 1982, 1986, 1988, 1998, 2001, 2002, 2004, 2006, 2007, 2008, 2012, 2013, 2014, 2015, 2016, 2017, 2018, 2019, 2020, 2022, 2023, 2024, 2025
- 스코틀랜드 컵 우승 41회
  - 우승: 1892, 1899, 1900, 1904, 1907, 1908, 1911, 1912, 1914, 1923, 1925, 1927, 1931, 1933, 1937, 1951, 1954, 1965, 1967, 1969, 1971, 1972, 1974, 1975, 1977, 1980, 1985, 1988, 1989, 1995, 2001, 2004, 2005, 2007, 2011, 2013, 2017, 2018, 2019
- 스코틀랜드 리그 컵 우승 21회(최다 우승)
  - 우승: 1957, 1958, 1966, 1967, 1968, 1969, 1970, 1975, 1983, 1998, 2000, 2001, 2006, 2009, 2015, 2017
- 유러피언컵/UEFA 챔피언스리그 우승 1회, 준우승 1회
  - 우승: 1967
  - 준우승: 1970
- UEFA 컵 준우승 1회 
  - 준우승: 2003
- 인터콘티넨털컵 : 준우승 1회
  - 1967

## 경기장

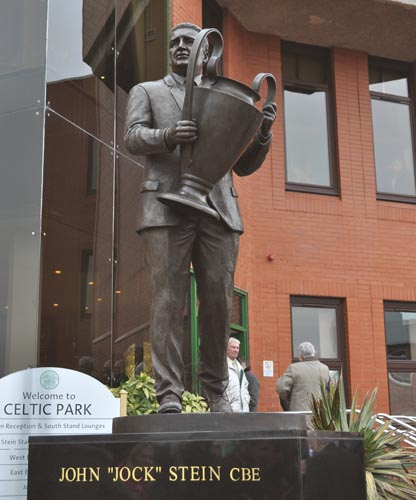
존 스타인의 조각상 셀틱 파크 바깥

켈틱의 스타디움은 그라스고의 파크헤드 지역에 위치한 켈틱 파크이다. 켈틱 파크는 수용 인원이 60,411명인 전석 스타디움이다. 스코틀랜드에서 가장 큰 축구 스타디움이며 영국에서는 머리필드 스타디움, 올드 트래포드, 트위크넘 스타디움, 웸블리 스타디움, 런던 스타디움, 토트넘 홋스퍼 스타디움 및 밀레니엄 스타디움에 이어 영국에서 8번째로 큰 스타디움이다. 이것은 보통 Parkhead 또는 Paradise로 알려져 있다.

## 선수

### 선수명단
참고: FIFA 자격 규정에 따라 소속된 국가대표팀 국기를 표시합니다. 선수는 복수의 FIFA 비회원국 국적을 가지고 있을 수 있습니다.
| 번호 | 포지션 | 국적       | 이름                        |
| ---- | ------ | ---------- | --------------------------- |
| 1    | GK     | 잉글랜드   | 조 하트                     |
| 2    | DF     |            | 앨리스테어 존스턴           |
| 3    | DF     | 스코틀랜드 | 그렉 테일러                 |
| 4    | DF     |            | 구스타프 라게르비엘케       |
| 5    | DF     | 아일랜드   | 리암 스케일스               |
| 6    | DF     | 잉글랜드   | 냇 필립스 (리버풀에서 임대) |
| 7    | FW     | 온두라스   | 루이스 팔마                 |
| 8    | FW     |            | 후루하시 교고               |
| 11   | FW     | 이스라엘   | 리엘 아바다                 |
| 13   | MF     |            | 양현준                      |
| 14   | MF     | 스코틀랜드 | 데이비드 턴불               |
| 15   | MF     |            | 오딘 티아고 홀름            |
| 16   | MF     | 아일랜드   | 제임스 매카시               |
| 17   | DF     |            | 마이크 나브로츠키           |
| 18   | DF     |            | 고바야시 유키               |

| 번호 | 포지션 | 국적       | 이름                                |
| ---- | ------ | ---------- | ----------------------------------- |
| 20   | DF     |            | 카메론 카터비커스                   |
| 22   | MF     |            | 권혁규                              |
| 23   | FW     |            | 마르코 틸리오                       |
| 24   | MF     |            | 이와타 도모키                       |
| 25   | DF     |            | 알렉산드로 베르나베이               |
| 28   | MF     | 포르투갈   | 파울루 베르나르두 (벤피카에서 임대) |
| 29   | GK     | 스코틀랜드 | 스콧 베인                           |
| 31   | GK     |            | 베냐민 시그리스트                   |
| 33   | MF     |            | 맷 오라일리                         |
| 38   | FW     |            | 마에다 다이젠                       |
| 41   | MF     |            | 하타테 레오                         |
| 42   | MF     | 스코틀랜드 | 캘럼 맥그레거 (주장)                |
| 49   | FW     | 스코틀랜드 | 제임스 포레스트                     |
| 56   | DF     | 스코틀랜드 | 앤서니 랄스톤                       |
| 57   | DF     | 스코틀랜드 | 스티븐 웰시                         |
| 90   | FW     | 아일랜드   | 마이키 존스턴                       |

## 역대 감독
| 감독                | 임기      |
| ------------------- | --------- |
| 윌리 말리           | 1897~1940 |
| 지미 맥스테이       | 1940~1945 |
| 지미 맥그로리       | 1945~1965 |
| 조크 스타인         | 1965~1975 |
| 션 팔론(대행)       | 1975      |
| 빌리 맥닐           | 1978~1983 |
| 데이비드 헤이       | 1983~1987 |
| 리엄 브래디         | 1991~1993 |
| 프랭크 코너(대행)   | 1993      |
| 루 마카리           | 1993~1994 |
| 빌리 스타크(대행)   | 1997      |
| 타미 번스           | 1994~1997 |
| 빔 얀선             | 1997~1998 |
| 요제프 벵글로시     | 1998~1999 |
| 존 반스             | 1999~2000 |
| 케니 달글리시(대행) | 2000      |
| 마틴 오닐           | 2000~2005 |
| 고든 스트라칸       | 2005~2009 |
| 토니 모브레이       | 2009~2010 |
| 닐 레넌             | 2010~2014 |
| 로니 다일라         | 2014~2016 |
| 닐 레넌             | 2019~2021 |
| 존 케네디(대행)     | 2021      |
| 안지 포스테코글루   | 2021~2023 |
| 브렌던 로저스       | 2023~     |